# Gibbosoplites complacitus
Gibbosoplites complacitus är en stekelart som först beskrevs av Tosquinet 1896.  Gibbosoplites complacitus ingår i släktet Gibbosoplites och familjen brokparasitsteklar. Inga underarter finns listade i Catalogue of Life.